# Traité de partition de la flotte de la mer Noire
Le traité de partition de la flotte de la mer Noire se compose de trois accords bilatéraux entre la Russie et l'Ukraine signés le 28 mai 1997, par lesquels les deux pays ont établi deux flottes nationales indépendantes, divisé leurs armements et leurs bases,, et a défini les conditions d'implantation de la flotte russe de la mer Noire en Crimée. Le traité est complété par des dispositions du traité d'amitié russo-ukrainien, signé trois jours plus tard. La Russie a mis unilatéralement fin au traité de partition en 2014 après avoir annexé la Crimée, ce que fera également et à peu près dans le même temps l'Ukraine (l'ordre des événements prête à interprétation).

## Contexte
Au cours des années 1990, le différend sur le contrôle de la flotte de la mer Noire et des installations navales de Crimée est la source de tensions entre la Russie et l'Ukraine. Le 10 juin 1995, un accord intérimaire est signé, mais deux années supplémentaires seront nécessaires pour résoudre les problèmes restants.
Le maire de Moscou, Iouri Loujkov, fit campagne pour revendiquer la ville de Sébastopol abritant la flotte et, en décembre 1996, le Conseil de la fédération russe approuve officiellement cette revendication. Encouragée par ces revendications territoriales, l'Ukraine propose un « partenariat spécial » avec l'OTAN en janvier 1997.

## Contenu
Aux termes des accords :
- La flotte soviétique de la mer Noire, dont le quartier général se trouve à l'époque dans la péninsule de Crimée, est partagée entre la Russie (81,7 %) et l'Ukraine (18,3 %). En échange, la Russie accepte de payer 526 millions de dollars en compensation pour sa part de la flotte divisée[1].
- L'Ukraine accepte de louer les installations navales de Crimée à la Russie pour une durée de 20 ans, jusqu'en 2017, avec une option de renouvellement automatique de 5 ans[6]. La Russie versera à l’Ukraine 97 millions de dollars par an pour la location de bases en Crimée. Ce paiement est déduit du coût du gaz russe fourni et facturé à l’Ukraine[1]. Les règles de base ont été fixées dans un accord sur le statut des forces, à savoir « l'accord entre l'Ukraine et la fédération de Russie sur le statut et les conditions de stationnement de la flotte de la mer Noire [BSF] sur le territoire de l'Ukraine »[7]. Le traité permet également à la Russie de maintenir jusqu'à 25 000 soldats, 24 systèmes d'artillerie, 132 véhicules blindés et 22 avions militaires dans la péninsule de Crimée[1].
- La Russie est tenue de « respecter la souveraineté de l'Ukraine, d'honorer sa législation et d'empêcher toute ingérence dans les affaires intérieures de l'Ukraine » et, en outre, le personnel militaire russe doit montrer sa « carte d'identité militaire » lorsqu'il franchit la frontière ukraino-russe ; les forces russes ne pourront opérer « au-delà de leurs sites de déploiement » qu'après « coordination avec les agences compétentes de l'Ukraine »[1].

Un quatrième accord, le pacte de Kharkiv, est signé le 21 avril 2010 et prolonge le bail jusqu'en 2042 (avec possibilité de renouvellement pour cinq années supplémentaires) en échange d'un contrat pluriannuel à prix réduit pour fournir à l'Ukraine du gaz naturel russe.
Le 28 mars 2014, à la suite de l'annexion de la Crimée, le président russe Vladimir Poutine soumet à la Douma des propositions visant à mettre fin à un certain nombre d'accords russo-ukrainiens, notamment le traité de partition de la flotte de la mer Noire et le pacte de Kharkiv. La Douma d'État approuve l'abrogation de ces accords russo-ukrainiens à l'unanimité par 433 députés le 31 mars 2014.
Le 1er avril 2014, le nouveau pouvoir ukrainien dénonce une série de traités russo-ukrainiens, parmi lesquels les Accords de Kharkiv.

## Noms complets des traités
- Accord entre la fédération de Russie et l'Ukraine sur les paramètres de la division de la flotte de la mer Noire
- Accord entre la fédération de Russie et l'Ukraine sur le statut et les conditions de présence de la flotte russe de la mer Noire sur le territoire ukrainien
- Accord entre le gouvernement de la fédération de Russie et le gouvernement de l'Ukraine sur les paiements liés à la division de la flotte de la mer Noire et à sa présence sur le territoire ukrainien